# Günther Dengg
Günther Dengg (* 4. Juli 1973 in Schwaz) ist ein ehemaliger österreichischer Biathlet und Skilangläufer.

## Leben
Günther Dengg lebt in Schlitters und startete für den WSV Fügen. Der Sportsoldat betrieb Biathlonsport seit 1993. 1986 gab Dengg mit Platz 88 in einem Einzel in Pokljuka seinen Einstand im Biathlon-Weltcup. Zu Beginn der folgenden Saison wurde er in Östersund erstmals in der Staffel Österreichs (Rang elf) eingesetzt. Ein Jahr darauf gewann er als Zehntplatzierter im Einzel von Östersund seine ersten und einzigen Weltcuppunkte. Mit dem Ergebnis qualifizierte sich der Österreicher auch für die Olympischen Winterspiele von Nagano. Dort wurde er in Nozawa Onsen in einem Rennen eingesetzt; im Einzel belegte er Platz 62. Es war gleichzeitig Denggs letztes internationales Biathlonrennen.
Danach wechselte Dengg zum Skilanglauf. 2000 gab er in Campra als 120. über 10 Kilometer sein Debüt im Continental Cup. Bestes Ergebnis wurde 2002 Platz zwei im Sprintrennen von Galtür. 2004 beendete er auch seine Skilanglaufkarriere, ohne besondere Ergebnisse erzielt zu haben.

## Biathlon-Weltcup-Platzierungen
Die Tabelle zeigt alle Platzierungen (je nach Austragungsjahr einschließlich Olympische Spiele und Weltmeisterschaften).
- 1.–3. Platz: Anzahl der Podiumsplatzierungen
- Top 10: Anzahl der Platzierungen unter den ersten zehn (einschließlich Podium)
- Punkteränge: Anzahl der Platzierungen innerhalb der Punkteränge (einschließlich Podium und Top 10)
- Starts: Anzahl gelaufener Rennen in der jeweiligen Disziplin

| Platzierung              | Einzel | Sprint | Verfolgung | Massenstart | Staffel | Gesamt |
| ------------------------ | ------ | ------ | ---------- | ----------- | ------- | ------ |
| 1. Platz                 |        |        |            |             |         |        |
| 2. Platz                 |        |        |            |             |         |        |
| 3. Platz                 |        |        |            |             |         |        |
| Top 10                   | 1      |        |            |             |         | 1      |
| Punkteränge              | 1      |        |            |             | 1       | 2      |
| Starts                   | 8      | 12     | 1          |             | 1       | 22     |
| Stand: nach Karriereende |        |        |            |             |         |        |